# Pars Stadium
Le Shiraz Pars Stadium (en persan : ورزشگاه پارس) est un stade omnisports en construction situé à Chiraz en Iran. Il a une capacité de 50 000 places. 